# Taylor Gontineac
Pas d'image ? Cliquez ici

a Compétitions nationales et continentales officielles uniquement.

b Matchs officiels uniquement.
Dernière mise à jour le 18 août 2024.
Taylor Gontineac, né le 16 juillet 2000 à Aurillac (Cantal), est un joueur international roumain de rugby à XV qui joue au poste de centre à l'AS Béziers en Pro D2 depuis 2024.

## Biographie
Taylor Gontineac est le fils de Romeo Gontineac, capitaine du équipe nationale de Roumanie. Il a commencé à jouer au rugby dans sa ville natale d'Aurillac, où son père a joué puis entrainé.
Il est ensuite repéré puis signe un contrat avec le centre de formation de l'ASM Clermont pour jouer pour leur équipe espoirs.
Il choisit ensuite de rejoindre le Rouen NR à l'issue de la saison 2020-2021, où il fait ses débuts professionnels. Un an après son arrivée, en fin d'année 2022, il prolonge son contrat de trois ans, soit jusqu'en 2026.
Le 16 août 2023, il est retenu avec la Roumanie dans un groupe de trente-trois joueurs pour la Coupe du monde 2023. Il joue le premier match face à l'Irlande, puis il est victime d'une luxation postérieure de l'épaule droite et d'une fracture de la glène postérieure lors du deuxième match contre, l'Afrique du Sud. Il est alors contraint de déclarer forfait pour la suite de la compétition.
Après s'être imposé comme un joueur important à Rouen, il quitte le club en 2024 pour s'engager avec l'AS Béziers, alors qu'il était aussi courtisé par le SU Agen. Il y signe un contrat pour trois saisons,.